# Montesquieu (Hérault)
Montesquieu – miejscowość i gmina we Francji, w regionie Oksytania, w departamencie Hérault.
Według danych na rok 1990 gminę zamieszkiwało 47 osób, a gęstość zaludnienia wynosiła 3 osoby/km² (wśród 1545 gmin Langwedocji-Roussillon Montesquieu plasuje się na 853. miejscu pod względem liczby ludności, natomiast pod względem powierzchni na miejscu 512.).